# Lorena Wiebes
Lorena Wiebes, född 17 mars 1999 i Mijdrecht, är en nederländsk professionell tävlingscyklist.

## Karriär
Wiebes har cyklat professionellt sedan 2018. Bland hennes meriter kan nämnas fyra vinster (2021, 2022, 2023 och 2024) i endagsloppet Ronde van Drenthe och tre vinster i Scheldeprijs (2021, 2022 och 2023). Vid europamästerskapen i landsvägscykling 2022 tog hon guld på linjeloppet, vid EM 2023 tog hon silver på linjeloppet och vid EM 2024 tog hon åter guld på linjeloppet.